# Rada Rzeczoznawców Wojskowych
Rada Rzeczoznawców Wojskowych – została powołana 2 maja 1920 w Moskwie. Na jej czele stanął gen. Aleksiej Brusiłow, były naczelny dowódca armii Imperium Rosyjskiego.
W skład Rady weszło kilku generałów i ministrów carskich.
Przyczyną utworzenia nowego w bolszewickiej strukturze organu były klęski militarne na froncie zachodnim.